# Sis Hores de Cançó
Les Sis Hores de Cançó de Canet de Mar fou un multitudinari festival de Cançó catalana del qual se celebraren vuit edicions, entre 1971 i 1978.
L'origen del festival es troba en la iniciativa de l'Agrupament Escolta de Canet de Mar, que començà a organitzar recitals com una forma de recollir diners per poder organitzar les activitats d'escoltisme pròpies de l'entitat. Des de 1974 fins a 1978, l'organització anà a càrrec del grup La Trinca a través de la seva empresa Pebrots Enterprises. Les Sis Hores van esdevenir el principal aparador en la popularització de la Cançó catalana als anys 70, amb assistències que van arribar als 60.000 espectadors, i al mateix temps era un focus on es s'expressaven les reivindicacions de llibertat i catalanisme en la convulsa època de finals del franquisme i la transició. Fou allà, per exemple, on el 1975, burlant la censura, es va cantar en públic la cançó popular Els Segadors per primera vegada des de l'inici de la dictadura.
Al llarg de les vuit edicions de les Sis Hores van actuar-hi tots els cantants en català més importants del moment, entre els quals destaquen Lluís Llach, La Trinca, Toti Soler, Maria del Mar Bonet, Francesc Pi de la Serra i Ovidi Montllor, que fou l'únic que hi actuà cada any. Raimon només hi actuà el 1976.
El festival Sis Hores de Cançó tenia com a referent els festivals multitudinaris de finals dels anys seixanta, i al mateix temps ha esdevingut el referent per a l'actual festival Canet Rock.

## Context
La situació sociopolítica de finals dels anys 60 i principis dels 70 del segle XX era de repressió per part de la dictadura franquista de qualsevol tipus de manifestació cultural catalana, i tolerava només aquelles que per ser molt minoritàries considerava que no suposaven cap mena d'amenaça. En aquest context, l'aparició de la Nova Cançó, impulsada sobretot per Els Setze Jutges, va suposar un intent d'omplir el buit de la cultura catalana mitjançant la música moderna, seguint el model de la cançó francesa, de la mateixa manera que altres entitats ho feien en el camp de la novel·la, la poesia, l'escoltisme, l'art, etc. D'altra banda, tot i que la Nova Cançó no va néixer com una activitat polititzada sinó com una forma de resistència cultural, de mica en mica els nous cantants i el públic que els seguia convertien els concerts en un espai de reivindicació política, contra l'opressió del franquisme i a favor de la Llibertat de Catalunya. En aquest mateix sentit, és també a finals dels anys 60 quan neixen entitats com Òmnium Cultural, apareixen publicacions com Serra d'Or i Nous Horitzons (que exaltaven el sentiment nacional català), i revistes culturals com Cavall Fort, Oriflama i Presència, i es produeixen episodis com la Caputxinada.
Al mateix temps, els festivals de música multitudinaris del món anglosaxó d'aquesta època era el model que hom tenia a l'horitzó: el Festival de l'Illa de Wight de 1967, el de Woodstock el 1969, el de Nova York o el de Watkins Glen el 1973, entre molt altres.

## Origen
L'Agrupament Escolta de Canet, que s'havia implantat el 1969 i tenia la seu (el cau) al carrer Eusebi Golart, organitzava excursions i sortides de campaments. Com moltes altres entitats del moviment escolta, que estava florint en aquella època, cercava un model que potenciava els valors, el país, les habilitats manuals, el treball, l'educació de la llibertat i la responsabilitat i un estil de vida en equip. Per tal de reunir diners per abaratir els costos de les sortides, van començar a fer activitats com loteria de Nadal, paneres, sorteig d'un xai, venda d'adhesius, etc. Així doncs, el grup de Pioners dels escoltes van començar a organitzar recitals de Cançó, amb finalitats lucratives per millorar i intensificar les sortides, que més endavant es convertirien en les Sis Hores de Cançó.
L'embrió de les Sis Hores de Cançó es troba en un acte que organitzà a les pistes del Tennis Club, l'agost de 1969, el Grup de Pioners de l'Agrupament Escolta de Canet, el capdavanter dels quals era Joan Ramon Mainat, germà de Josep Maria Mainat de La Trinca. Hi actuaren Lluís Llach, Ovidi Montllor i Francesc Pi de la Serra. Hi assistiren unes 500 persones. L'abril de 1970 organitzaren un altre recital, amb una assistència de 800 persones, on es va fer la presentació oficial del grup canetenc La Trinca, i on va actuar també Maria del Mar Bonet i Miquel Cors, que substituïa Marià Albero. L'agost del mateix any un altre recital va desbordar la capacitat de l'Odeon de Canet, amb Raimon i Pi de la Serra, amb dues mil persones. Molts van haver d'escoltar el concert des de fora. I això després de la suspensió per part del Govern Civil d'una actuació de Lluís Llach que ja estava anunciada al juliol (Llach no va poder cantar a l'estat espanyol entre 1970 i 1973).

## Les vuit edicions del festival
Primera edició
La primera edició del festival va tenir lloc el 18 de setembre de 1971, a l'Amfiteatre del Maresme, organitzada pel grup dels Pioners de l'Agrupament Escolta de Canet de Mar, entre els quals hi havia Xavier Sardà, (qui serà conegut més endavant com a presentador radiofònic i televisiu) i Joan Ramon Mainat (més endavant periodista i director de Ràdio 4, actualment membre de la productora televisiva Gestmusic). Hi van assistir 1.800 persones i hi van actuar: Teresa Rebull, Ovidi Montllor, Joan Baptista Humet, Falsterbo 3, Enric Barbat, Maria del Mar Bonet i els participants de l'espectacle Una de barrets (Llorenç Torres, Els Penques, Toni Llovet, Araceli Banyuls i Josep Bisbal) espectacle creat a La Cova del Drac de Barcelona amb el guanyador i els finalistes de la primera edició del concurs Promoció de Noves Veus.
Segona edició
La segona edició del festival es va celebrar el 9 de setembre de 1972 al Camp Municipal d'Esports, amb una assistència de 2.500 persones. Hi van actuar: Dolors Laffitte, Pere Tàpies, Hàmster, Enric Barbat, Isidor, Ovidi Montllor, Maria del Mar Bonet, Miquel Cors i Toti Soler.
Tercera edició
Té lloc el 7 de juliol de 1973, també al Camp Municipal d'Esports, i en aquesta ocasió el grup musical La Trinca es corresponsabilitza també de l'organització. Hi van actuar: el mateix grup La Trinca, Pere Tàpies, Arrels, Pau Riba amb Toti Soler, Ovidi Montllor i Pi de la Serra. El públic assistent ja suma més de 5.000 persones i el festival es consolida i agafa volada.
Quarta edició
Considerat ja per les autoritats com a difícilment controlable, el festival va començar a tenir problemes. El Govern Civil va considerar il·legal el grup escolta Pioners, i aquests crearen el grup Truc, que organitzà el festival juntament amb l'empresa Pebrots Enterprises, l'empresa de la Trinca. Se celebrà el 31 d'agost de 1974 i fou l'última edició que es va fer al camp de futbol, ja que quedà ple de gom a gom amb l'assistència de 15.000 persones. Els cantants participants foren: Toti Soler, Joan Isaac, Dolors Laffitte, Pere Tàpies, Ovidi Montllor, Pi de la Serra i Lluís Llach, que hi actuava per primera vegada. En aquesta edició de 1974 fou detingut un jove que llançava octavetes i dos dels organitzadors, Joan Ramon Mainat i Toni Cruz, foren retinguts dotze hores per la Guàrdia Civil.
Cinquena edició
La cinquena edició va reunir 30.000 persones, el dia 12 de juliol de 1975, i, havent esdevingut insuficient la capacitat del camp d'esports, es va celebrar al Pla d'en Sala, un terreny de 60.000 m² que l'organització va condicionar amb lavabos, bar, sala de premsa, i es va destinar un espai als serveis de Creu Roja. Després de serioses dificultats per obtenir el permís, les actuacions van anar a càrrec de: Marina Rossell, Teresa Rebull, Dolors Laffitte, Uc, Pere Tàpies, Maria del Mar Bonet, La Trinca, Ovidi Montllor, Rafael Subirachs i Pi de la Serra. Cal destacar que fou en aquest concert quan es va interpretar per primera vegada en públic, després de la Guerra Civil, la cançó "Catalunya, comtat gran", romanç popular que és la base d'Els Segadors, interpretada per Rafael Subirachs, després d'unes peces de caràcter sensible i intimista sobre poemes, que no van agradar al públic àvid de cançons fortes. També va ser aquest any quan el festival es desdoblà amb el Canet Rock, dedicat al rock i músiques alternatives, i subtitulat Dotze Hores de Música i Follia. També el 1975 es produí l'intent de descentralitzar el festival de Cançó creant unes altres "Sis Hores" a les comarques lleidatanes (a Bellpuig), gironines (a Figueres) i tarragonines (a Reus). La iniciativa era també de Pebrots Enterprises, però no va reeixir a causa de la prohibició dels respectius Governs Civils, seguint ordres que venien directament de Madrid, pel nerviosisme del poder davant les concentracions de joves.
Sisena edició
Celebrada el 24 de juliol de 1976, al Pla d'en Sala, és l'edició en què l'assistència toca sostre, amb 60.000 persones. Hi van actuar: Al Tall, Coses, Ramon Muntaner, Uc, Pere Tàpies, La Trinca, Maria del Mar Bonet, Ovidi Montllor, Pi de la Serra i Raimon. El Govern Civil va dificultar fins a l'últim moment els permisos per a la celebració del festival, i més tenint en compte que coincidia amb el pas per Canet de la prohibida i perseguida Marxa de la Llibertat. Hi hagué una forta presència policial des de les hores prèvies, i es produí una apagada de llum a causa d'un atemptat d'un grup d'extrema dreta. Malgrat això, el concert no es va suspendre i es reprengué després un cop solucionada l'avaria, sense presència de desordres per part del públic (que és el que possiblement cercava l'atemptat). No obstant això, l'empresa Pebrots va ser multada amb dos milions de pessetes per presumptes desordre, mentre que els autors de l'atemptat no van ser mai perseguits. Aquest fet fou àmpliament comentat a la premsa i va crear indignació general.
Setena edició
En l'edició setena, celebrada el 16 de juliol del 1977, el festival, seriosament perjudicat per la pluja, aplegà 40.000 persones, també al Pla d'en Sala. Els cantants que hi actuaren foren: Celdoni Fonoll, Ovidi Montllor, Ramon Muntaner, Pere Tàpies, Pi de la Serra, Marina Rossell, Coses, Els Pavesos, Lluís Miquel i els 4 Z i Lluís Llach.
Vuitena edició
El 1978 es va celebrar l'última edició del festival, amb la presència de 50.000 persones. Hi van actuar: Al Tall, Marina Rossell, Maria del Mar Bonet, Joan Isaac, Ramon Muntaner, La Trinca, Pi de la Serra, Ovidi Montllor, Pere Tàpies i Els Pavesos. L'any següent ja no es va celebrar. Segons s'ha dit, fou a causa de la manca de disponibilitat de les dues figures més destacades, Lluís Llach i Raimon. I finalment, el 1981, ja en període democràtic, l'acte fou prohibit per l'alcalde de Canet, cosa que no s'havien atrevit a fer les autoritats franquistes.